# Ruanes
Ruanes es un municipio español, en la provincia de Cáceres, partido judicial de Trujillo, comunidad autónoma de Extremadura. El término municipal tiene una población de 81 habitantes (INE 2024).

## Historia
El pueblo bien pudo ser la Rodacis romana, mansión del itinerario de Antonino que había antes de llegar a Trujillo. En el siglo XVI tenía anexo el lugar de la Aldea del Pastor (Santa Ana), perteneciendo a Trujillo, y hubieron de venderse en 1628 por orden del rey Felipe III de España siendo el comprador Juan de Chaves Orellana, que pagó 4.000 ducados por cada legua de su término y a 26 000 maravedíes el vecino.
En 1594 formaba parte de la Tierra de Trujillo en la Provincia de Trujillo.
En el siglo XVIII, llegó a tener el mayor índice de población noble o hidalga de Extremadura, en proporción a sus habitantes; esta clase social abandonó después el lugar y pasó a vivir masivamente en Trujillo donde fueron considerados señoritos, en su mayor parte, esta clase que proliferó en la ciudad de Pizarro sin títulos de nobleza ni académicos, y desde donde atendían a sus propiedades; otros fueron a vivir a Cáceres o Madrid para que sus hijos estudiasen carrera, muchos ruanejos destacaron en los campos de la cultura, la medicina, el ejército,… borrando con ello su imagen del pasado; pero nunca perdieron el contacto con su pueblo, aunque la mayoría solo regresaron a la hora de ser sepultados.
A la caída del Antiguo Régimen la localidad se constituye en municipio constitucional en la región de Extremadura, desde 1834 quedó integrado en el partido judicial de Trujillo. En el censo de 1842 contaba con 50 hogares y 274 vecinos.
El caciquismo y la miseria llevaron al pueblo casi a su desaparición, pues hubieron de emigrar casi en bloque y de tal manera que trasladaron hasta Madrid su procesión de San Gregorio que hacen en primavera por la Casa de Campo. Hoy Ruanes es uno de los municipios con menos población de la provincia de Cáceres, pero entre sus casas se respira, paz, pasado y sabiduría.

## Núcleo urbano
El núcleo urbano se encuentra casi deshabitado, el pueblo de los ricos e intelectuales ha quedado en nada; presenta el aspecto de antigüedad en toda su pureza, con casonas señoriales en cuya construcción se empleó la pizarra y el ladrillo. Sus edificios conservan la huella de los señores acaudalados que los habitaron. La mayor prueba de riqueza se encuentra en el cementerio, donde existen capillas y mausoleos en los que todavía se entierran los descendientes de aquellas poderosas familias que conformaban la oligarquía agraria, como los Higuero, los Ávila o los Regodón. Es un pueblo que permanece intacto, propio para los aficionados a la fotografía o filmaciones. Por sus calles aparecen animales como gatos, perros, gallinas, lechuzas, que ambientan el paisaje urbanístico.

## Demografía
Ruanes cuenta con una población de 81 habitantes (INE 2024).
| Gráfica de evolución demográfica de Ruanes entre 1842 y 2021                                                        |
| |
| Población de derecho según los censos de población del INE Población de hecho según los censos de población del INE |